# لوسي (مسبار فضائي)

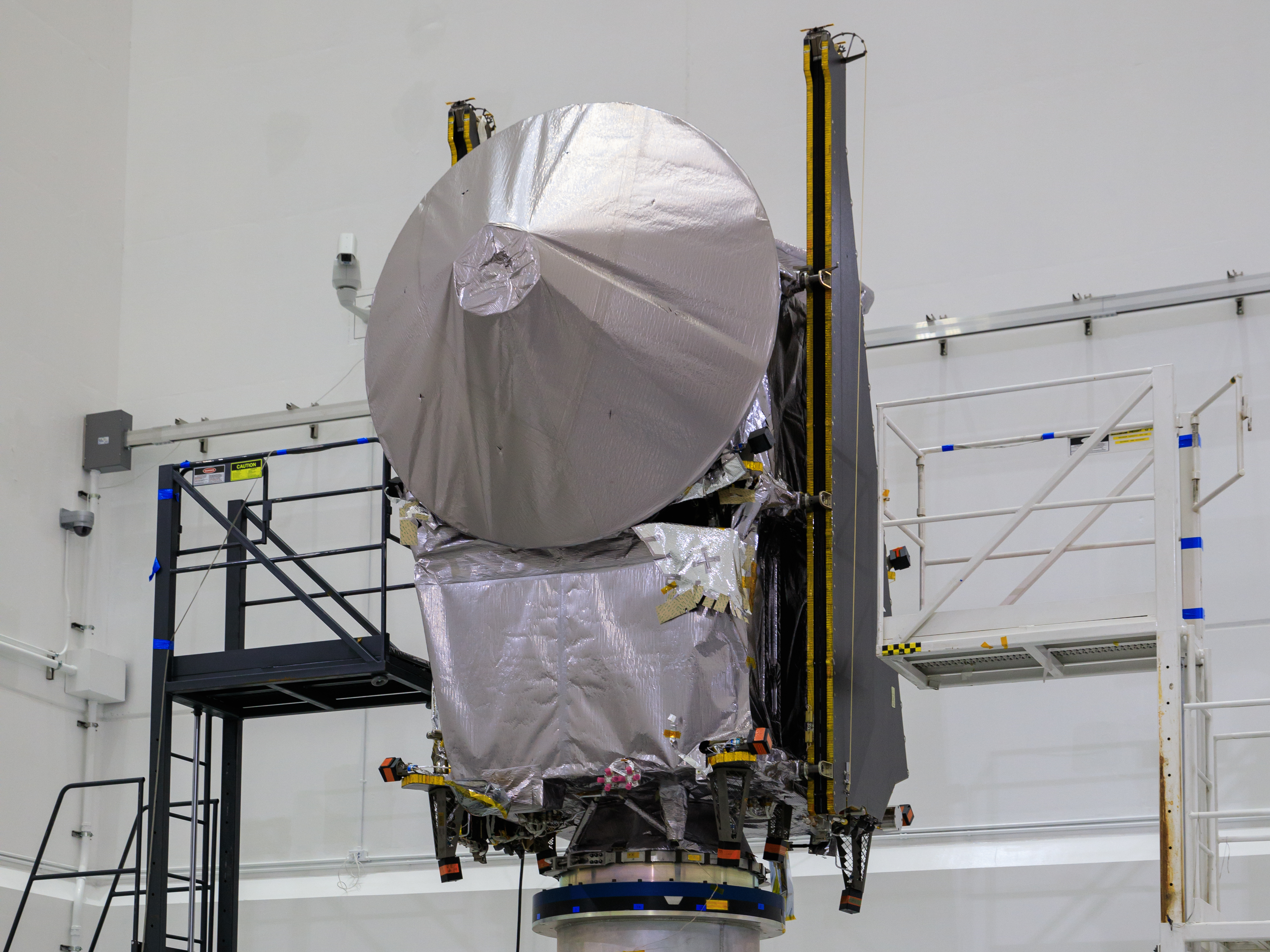
مركبة الفضاء لوسي

لوسي هو مسبار فضائي تابع لوكالة ناسا أطلقته في رحلة مدتها اثني عشر عامًا لدراسة ثمانية كويكبات مختلفة، وزيارة حزام كويكب رئيسي وسبعة من كويكبات أحصنة طروادة المشتري،  وهي كويكبات تشترك في مدار كوكب المشتري حول الشمس، وتدور إما قبل الكوكب أو خلفه، وسيحلق المسبار بالقرب من الكويكبات،  وبلغت تكلفة المهمة 981 مليون دولار أمريكي.
في 4 يناير 2017 تم اختيار مهمتي لوسي وسايكي كمهمتين ضمن برنامج ديسكفري التابع لناسا.
سميت البعثة باسم أحافير لوسي التي ساعدت في فهم آلية تطور الإنسان، ويُعتقد أن المسبار سيكشف عن تكوين الكواكب ونشأة النظام الشمسي.

## تصميم المركبة الفضائية

لوحة على مهمة لوسي تضم 20 رسالة من أشخاص على وجه الأرض

### الحمولة العلمية والتجارب
تتضمن الحمولة العلمية:
- L'Ralph - مصور بنكروماتي (أبيض وأسود) ولون مرئي (0.4–0.85 ميكرومتر) ومخطط طيفي بالأشعة تحت الحمراء (1-3.6 ميكرومتر). يعتمد على أداة «رالف» التي تم بناؤها في مركز غودارد لرحلات الفضاء، وسيتم استخدامه لقياس السيليكات والجليد والمواد العضوية على السطح.
- LORRI - جهاز تصوير مرئي عالي الدقة، بُني في مختبر الفيزياء التطبيقية بجامعة جونز هوبكنز، سيوفر أكثر الصور تفصيلاً لسطح أحصنة طروادة.
- L'TES - مطياف الأشعة تحت الحمراء الحراري (6-75 ميكرومتر)، بُني في جامعة ولاية أريزونا، وسيكشف عن الخصائص الحرارية لأحصنة طروادة المرصودة، وسيدرس تكوين وهيكل المادة على سطح الكويكبات.
- سيحدد التحقيق في علوم الراديو كتلة أحصنة طروادة عبر أجهزة الاتصالات اللاسلكية للمركبة الفضائية و"الهوائي عالي الكسب - (بالإنجليزية: high-gain antenna)" لقياس تأثير دوبلر.
- زُينت المركبة الفضائية بلوحة ذهبية تحتوي على تاريخ إطلاقها، ومواقع الكواكب وقت الإطلاق، وقارات الأرض، ومسارها الاسمي، وعشرون خطابًا وقصيدة وكلمات أغاني لأشخاص مثل مثل مارتن لوثر كينغ جونيور وكارل ساجان، وفرقة البيتلز وغيرهم، ونظرًا لأن المركبة الفضائية لن تترك النظام الشمسي أو يتم التخلص منها في جسم كوكبي، فهناك فرصة أن تتمكن الأجيال القادمة من البشرية من استعادتها.[12]

## الأهداف

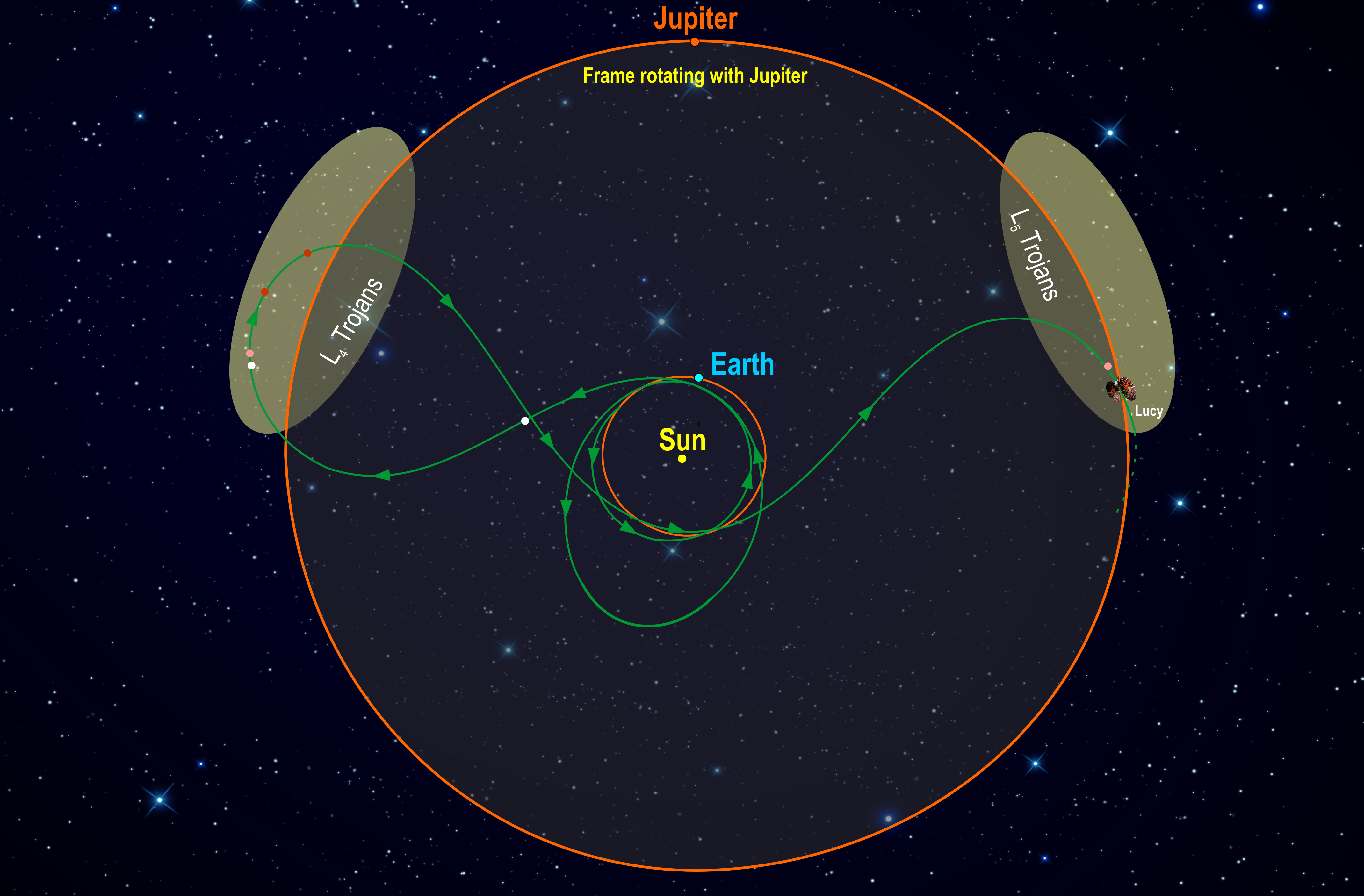
ستقوم لوسي بزيارة "جريك كامب" (L4) و"طروادة كامب" (L5) بالتناوب كل ست سنوات.

الكويكبات الخاصة التي يستهدفها المسبار وسيمر بقربها:

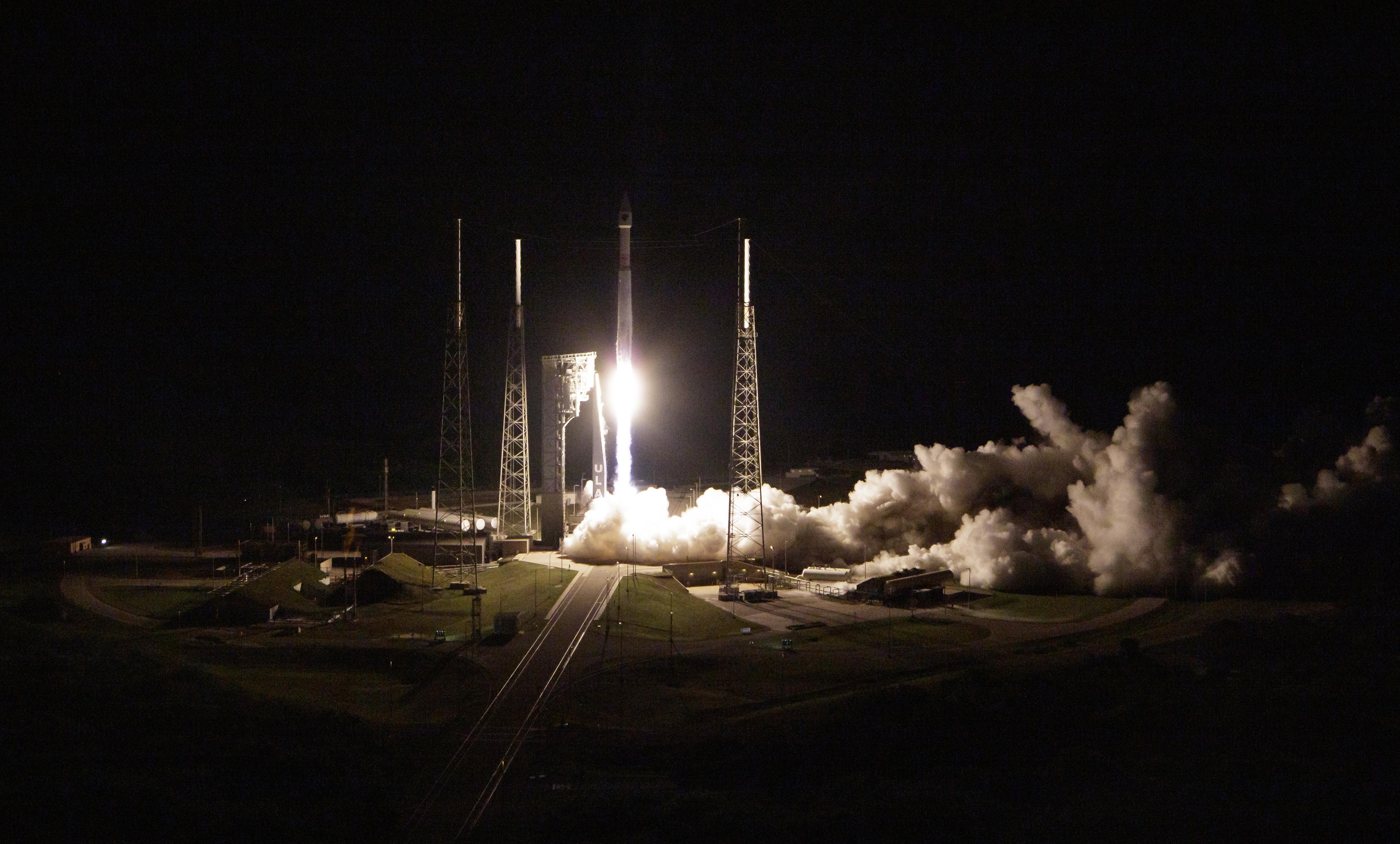
تم إطلاق المسبار في 16 أكتوبر 2021 الساعة 5:34 صباحًا بتوقيت شرق الولايات المتحدة

| موعد اللقاء    | الهدف                     | المجموعة               | قطر الدائرة                              | الارتفاع | الفئة                                                                                           | تعليق                                                                                                   |
| -------------- | ------------------------- | ---------------------- | ---------------------------------------- | -------- | ----------------------------------------------------------------------------------------------- | --- |
| 16 أكتوبر 2022 | الأرض                     | الكواكب الأرضية        | 12742 كم                                 | 300 كم   | الكوكب الأرضي                                                                                   | مساعدة الجاذبية                                                                                         |
| 13 ديسمبر 2024 | الأرض                     | الكواكب الأرضية        | 12742 كم                                 | 350 كم   | الكوكب الأرضي                                                                                   | مساعدة الجاذبية                                                                                         |
| 20 أبريل 2025  | 52246 دونالد جوهانسون     | الحزام الرئيسي الداخلي | 4 كم                                     | 922 كم   | كويكب من النوع C.                                                                               | عضو في عائلة اصطدام Erigone التي يبلغ عمرها 130 Myr.                                                    |
| 12 أغسطس 2027  | 3548 أوريباتيس            | جريك كامب في L4        | يوريباتس: 64 كم </br> (قمر كويتا: 1 كم)  | 1000 كم  | كويكب ثنائي من النوع C                                                                          | أكبر عضو في عائلة الاصطدام المدمر الوحيد المؤكدة في أحصنة طروادة.                                       |
| 15 سبتمبر 2027 | 15094 بوليميلي            | جريك كامب في L4        | 21 كم                                    | 415 كم   | كويكب من النوع P.                                                                               | قد يكون جزءًا من اصطدام كويكب أكبر من النوع P. يشير لونه الأحمر إلى أن سطحه غني بمركبات الثولين العضوية. |
| 18 أبريل 2028  | 11351 لوكوس               | جريك كامب في L4        | 34 كم                                    | 1000 كم  | كويكب من النوع D                                                                                | يستغرق الدوران البطيء 466 ساعة لكل دورة.                                                                |
| 11 نوفمبر 2028 | 21900 Orus                | جريك كامب في L4        | 51 كم                                    | 1000 كم  | كويكب من النوع D أو النوع C وفقًا لفريق مهمة لوسي وعن طريق المسح الضوئي Pan-STARRS، على التوالي. | ممكن ثنائي.                                                                                             |
| 26 ديسمبر 2030 | الأرض                     | الكواكب الأرضية        | 12742 كم                                 | 660 كم   | الكوكب الأرضي                                                                                   | مساعدة الجاذبية. أول مركبة فضائية تذهب إلى مدار كوكب المشتري وتعود إلى المنطقة المجاورة للأرض.          |
| 2 مارس 2033    | 617 ـ باتروكلس ـ مينوتيوس | معسكر طروادة في L5     | باتروكلس: 113 كم </br> مينويتيوس: 104 كم | 1000 كم  | الكويكبات الثنائية من النوع P.                                                                  | يدور الزوج على مسافة فاصلة تبلغ 680 كم                                                                  |

## روابط خارجية
- موقع البعثة في NASA.gov
- NASA's New Discovery Missions: Psyche and Lucy على يوتيوب